# Нагорный (Ивдельский городской округ)
Нагорный — упразднённый в августе 2020 года посёлок, относившийся к городу областного подчинения Ивделю Свердловской области России. На муниципальном уровне входил в состав Ивдельского городского округа.

## Географическое положение
Посёлок располагался в 77 километрах к югу от города Ивделя, в лесной местности, на реке Горной (притоке Лозьвы). Автомобильное сообщение с бывшим посёлком отсутствует, а водное сообщение проходит по реке Лозьве. Ближайшая пристань Понил находится в 4 километрах от посёлка. В окрестности посёлка расположено озеро Большое.

## История
До ноября 1966 года населённый пункт назывался посёлком лесоучастка № 12.
В мае 2020 года внесён законопроект об упразднении посёлка Нагорного. Упразднён областным законом № 81-ОЗ от 23 июля 2020 года. Решение о ликвидации было принято Думой Ивдельского городского округа. На территории населённого пункта не было постоянно проживающего населения, объектов социально-культурного значения, торговли, жилых домов. Посёлок утратил признаки населённого пункта и не имел перспектив дальнейшего развития.

## Население
| 2002 | 2010 |
| ---- | ---- |
| 6    | ↘0   |

Структура
По данным Всероссийской переписи населения 2002 года, в посёлке Нагорном проживало 6 человек, все русские.